# トウィール
トウィールは、スタンリイ・G・ワインボウムの短編小説2編に登場する、想像上の火星生物である。2編とは、1934年に発表された『火星のオデッセイ』と、その4か月後に発表された『夢の谷』である。直後、ワインボウムが肺がんで死亡したため、火星シリーズ第3編は未着手となった。黎明期のサイエンス・フィクションにおいて、誰もが認める異星人といえばトウィールであり、アイザック・アシモフやアーサー・C・クラークの作品に登場する異星人のヒントになったと言われている。
アシモフによれば、トウィールはジョン・W・キャンベルの条件を満たす最初のSF生物だという。キャンベルの条件とは「人間か人間以上に思考するが、人間のようには思考しない生物」。
トウィールの綴りはTweelともTweerlとも書かれ、正確な発音は人間には不可能だとされている。

## 外観
トウィールの外観は次のように描かれている。

火星人は、本当は鳥じゃない。最初見ると鳥のようだが、そうじゃない。なるほど、くちばしが一対あり、羽根のような付属物が少しあるが、本物のくちばしじゃない。いくらか自由が効き、端から端まで緩やかに曲がり、くちばしと鼻の中間のようなものだ。足指は4本、それに手と呼べばだが、手には4本の指がある。体は少し丸っこくて、長い首の上に小さな頭とくちばしがある。
--スタンリイ・G・ワインボウム『火星のオデッセイ』第24段落より

## 種族
第2編の『夢の谷』で、トウィールの種族がトートだと明かされる。トウィールが連れの人間たちに見せた古代の壁画には、古代エジプト人とおぼしき人々がトウィールを崇めていた。壁画がエジプトのトート神にそっくりだと言ったら、トウィールが答えるに「イエス、イエス、イエス、トート」。そのとき分かった。火星人はトートであり、古代エジプトを訪れ、人間どもに文字を教え、神と認められた。
トートは動物でも植物でもなく、両者を足したようなもので、地球の進化基準に照らせば、植物と動物の中間だと思われる。トートは眠らないし、食べないし、飲まない。数時間ごとにくちばしを土に突き刺し、あたかも植物の根のように土から栄養を取る。トートは、無性生殖する。種族の二匹が、短時間接触して発芽する。
この種族は、非常に活発で敏捷であり、通常の移動では街をひとっ飛びする。火星の大気が薄く、火星の重力が弱いためだ。飛んで長いくちばしを地面に突き立て止まり、これで休む。火星の崖や谷は、簡単に飛び越えられる。でもゆっくり歩くこともできる。主人公のジャービスがとぼとぼ歩くのを見て、トウィールもついて歩いた。
トートの外観は多少ともヒトに似ているが、内臓は全く違う。一例をあげれば、脳みそが頭になくて胸にある。羽根のような付属物があって、火星の冷夜には良好な防寒となるが、昼間は引っ込んでいて見えない。トウィールの種族には、羽根の色が異なるものもいる。トウィールの羽根は橙色。トートは収納式の鋭いかぎ爪を持っているが、滅多に出さず、これを使うのは防御のときだけである。トートはとてもおとなしく親切であるが、窮地に立ったら手ごわい相手となる。

## 精神と知性
トウィールは、とても知的な生物である。もっとも考え方は、人間と全く違う。物語の主人公であるジャービスが地面に太陽と内惑星4個を描いたら、火星が4番目で地球が3番目だと認めたから、トウィールには知識がある。しかし精神は異なる。というのも、飛びあがって砂上の円形にくちばしを突っ込んで太陽を指し示し、この動作をちっとも異常だと思っていないからだ。
トートの会話は、ヒュー、ヒューとか、チッ、チッとか、リル、リルとかいった変な言葉である。また、未知の原材料から作られた奇妙な革の袋や容器を所持しており、この上に文字を書くこともできる。文字は円や渦のようにしか見えず、人間には複雑すぎて翻訳できないし、理解するにはあまりにも異星人すぎる。言語も非常に複雑で、何にでも一つの単語を当てはめ、二度と同じ風に言わない。主人公ジャービスは、この言葉を少しも理解できない。
異星人トウィールは、人間の言葉である英単語をいろいろ理解した。例えば、「ブリート」というのは息をするという「ブリーズ」のことだと思われるが、生きている生物を指し示し、「ノーブリート」は無生物を指し、「ロック」は珪素生物を指し、「ワンワンツー」は幼稚な知性を表現し、「ツーツーフォー」は高度な知性をあらわす。このわずかばかりの単語を使って、トウィールが高度な考えや概念を展開するので、知性のあることがわかる。一方トウィールにしてみれば、とても奇妙でおかしなことは、人間が同じ目的には一度ならず何回も同じ言葉を使うことだ。トートはこういうことをしない。

## 文明
トートの文明は、人間のものよりずっと老齢で、かつてはまぎれもなく繁栄していたが、すでに滅びている。もっとも、知性に関しては衰えていない。何百万人も収容していた巨大な廃墟ビル群が、残存する街のすべてだ。建物の構造がこれまた奇妙で、地上階が小さく高層階につれ大きくなっている。技術は爾来、失われてしまった。火星の限られた資源が、とっくの昔にすっかり枯渇したからだ。この死に体の火星には、わずか数百人しかトートがいない。
街が終焉した原因としてヒントになるのが、邪悪で小悪魔のような生物である。これはワインボウムの別な短編『狂った月』に、スリンカーとして登場する。トート大図書館でこのスリンカーが本を読んでいるのか、食べているのか、そのあとトウィールに追っ払われる。
トートは原子力を開発できず、何らかの動力源を持っていたが、失われてしまった。トウィール族は、太陽システムを、少なくとも1万年前から運用してきたことが推測される。トウィールの相棒であり、『火星のオデッセイ』の主人公であるジャービスの記述によれば、建物の暗闇の中で三つ目が監視していた。この三つ目は、『寄生惑星』に登場する生物、トリオ・ノクティビアンの目と同じ。最初トートは石器時代の地球を訪問し、古代エジプト人に文字を教え、神として崇められた。
トートはまた、主人公ジャービスの言うところの、燃える石炭のような装置を所持している。この装置がエネルギー及び熱源となり、火をつけたり、暗闇のたいまつとなる。化学と蒸気を使う奇妙な小型銃を携帯しており、透明なガラス質の材料でできており、毒弾を発射する。

## 続編の可能性
ワインボウムは、『火星のオデッセイ』の続編を少なくとも2編予定していた。1篇は、4か月後に『夢の谷』として出版された。しかし、2編めにとりかかる前に肺がんのため死去した。
『夢の谷』に、謎が残る。これは、3部作の第3編で解き明かされるはずであった。例えば、火星人は植物のように土から栄養をすべて摂取し、水を直接飲まないのになぜ運河が必要なのか。『夢の谷』の中にヒントを求めると、水を必要とするもっと高等な生物のために水を流している。
ラリー・ニーヴンの『虹の火星』に、トウィールが少しだけ姿を見せる。